# Sosa (Entre Ríos)
Sosa é uma junta de governo da província de Entre Ríos, na Argentina.